# 우즈베키스탄의 비자 정책
비자 면제 대상국의 국민이 아닌 이상, 우즈베키스탄으로 입국하는 모든 사람은 재외공관이나 온라인으로 사증을 신청해야 한다.

## 비자 면제
다음 국가 또는 지역의 주민은 비자 없이 우즈베키스탄을 방문할 수 있다.
| - 러시아 - 몰도바 - 벨라루스 - 아르메니아 | - 아제르바이잔 - 우크라이나 - 조지아 - 카자흐스탄 |  |

| - 키르기스스탄 |

| - 유럽 연합의 시민 전부 | - 과테말라 - 그레나다 - 노르웨이 - 뉴질랜드 - 니카라과 - 대한민국 - 도미니카 - 도미니카 공화국 - 리히텐슈타인 - 말레이시아 - 멕시코 - 모나코 - 몬테네그로 | - 몽골 - 바베이도스 - 바티칸 - 바하마 - 벨리즈 - 보스니아 헤르체고비나 - 브라질 - 브루나이 - 사우디아라비아 - 산마리노 - 세르비아 - 세인트루시아 - 세인트빈센트그레나딘 | - 세인트키츠 네비스 - 스위스 - 싱가포르 - 아이슬란드 - 아랍에미리트 - 아르헨티나 - 안도라 - 앤티가 바부다 - 엘살바도르 - 영국 - 오스트레일리아 - 온두라스 - 이스라엘 | - 인도네시아 - 일본 - 자메이카 - 칠레 - 캐나다 - 코스타리카 - 쿠바 - 타지키스탄 - 튀르키예 - 트리니다드 토바고 - 파나마 |  |

10일, 항공 입국편 한정
| - 바레인 - 마카오 - 중국 - 홍콩 | - 오만 - 카타르 - 쿠웨이트 |  |

| 비자 정책 변화 |
| --- |
| - 러시아, 몰도바, 벨라루스, 아르메니아, 아제르바이잔, 우크라이나, 조지아, 카자흐스탄 국적자는 무비자가 해제된 적이 없다. - 2007년 2월 12일: 키르기스스탄 (재개) - 2018년 2월 10일: 대한민국, 말레이시아, 싱가포르, 이스라엘, 인도네시아, 일본, 튀르키예 - 2018년 3월 16일: 타지키스탄 (재개) - 2018년 10월 5일: 프랑스 - 2019년 1월 15일: 독일 - 2019년 2월 1일: 유럽 연합의 국가 (독일, 프랑스 제외), 노르웨이, 뉴질랜드, 리히텐슈타인, 모나코, 몬테네그로, 몽골, 바티칸, 보스니아 헤르체고비나, 브라질, 브루나이, 산마리오, 세르비아, 스위스, 아이슬란드, 아르헨티나, 안도라, 오스트레일리아, 캐나다, 칠레 - 2019년 3월 20일: 아랍에미리트 - 2020년 1월 1일: 그레나다, 니카라과, 도미니카, 도미니카 공화국, 멕시코, 바하마, 버바도스, 벨리즈, 세인트루시아, 세인트빈센트 그레나딘 세인트키츠네비스, 앤티가 바부다, 엘살바도르, 온두라스, 자메이카, 코스타리카, 쿠바, 트리니다드 토바고, 파나마 - 2021년 3월 1일: 마카오, 바레인, 오만, 중국, 쿠웨이트, 홍콩 - 2023년 1월 1일: 사우디아라비아 취소: - 1993년 10월 11일: 폴란드 (2019년 재개) - 1999년 11월 7일: 투르크메니스탄 - 2000년 8월 1일: 키르기스스탄 (2007년 재개) - 2000년 9월 11일: 타지키스탄 (2018년 재개) |

 투르크메니스탄 — 투르크메니스탄의 다쇼구즈주와 레바프주 주민은 부하라주, 호레즘주, 카라칼파크스탄 공화국 타히야토쉬의 슈마나이구, 아무다리야구, 콩이로트구, 호제일리구, 카슈카다리야주의 그우조르구, 니숀구, 데흐코노보드구, 미리슈코르구, 수르한다리야주의 무즈라보트구, 셰로보드구에 한 달에 3일 이하의 무비자 체류가 가능하다. 이드 알피트르와 이드 알아드하 기간에는 한 달에 두 번까지 허용되나, 7일을 넘길 수 없다.
외교관여권 소지자 중 대한민국, 라트비아, 루마니아, 베트남, 브라질, 슬로바키아, 에스토니아, 인도, 중국, 쿠웨이트, 타지키스탄, 튀르키예, 폴란드, 헝가리 국적자는 60일 간, 아랍에리미트 국적자는 90일 간 무비자 체류가 허용된다.

## 도착 비자
우즈베키스탄 외교부가 발급한 도장 형식의 비자 확인증이 있는 경우, 타슈켄트 국제공항에 도착하여 비자를 발급받을 수도 있다.

## eVisa
2018년 7월 15일부터 우즈베키스탄은 최대 30일까지 체류할 수 있는 전자비자 시스템을 개시하였다. 일시 입국 및 다중 입국 비자 모두 30일 간 유효하다. 전자비자 신청 비용은 20달러이다. 전자비자로 비자를 발급받을 때에는 도착 최소 3일 전에는 비자를 신청해놓아야 한다.
전자비자는 다음 국가의 주민들에게 제공되고 있다.
| - 가나 - 가봉 - 가이아나 - 나우루 - 남아프리카 공화국 - 네팔 - 라오스 - 레바논 - 마셜 제도 - 모로코 - 몰디브 - 미국 - 미크로네시아 - 바누아투 - 방글라데시 - 베네수엘라 - 베트남 | - 볼리비아 - 부탄 - 북마케도니아 - 사모아 - 세네갈 - 세이셸 - 솔로몬 제도 - 수리남 - 스리랑카 - 알바니아 - 알제리 - 앙골라 - 에콰도르 - 엘살바도르 - 요르단 - 우루과이 - 이란 | - 이집트 - 인도 - 조선민주주의인민공화국 - 중국 - 카메룬 - 카보베르데 - 캄보디아 - 코트디부아르 - 콜롬비아 - 태국 - 통가 - 튀니지 - 파라과이 - 팔라우 - 페루 - 피지 - 필리핀 |  |

## 무비자 통과
다음 국가나 영토의 주민은 우즈베키스탄의 국제공항에서 환승을 위해 통과할 경우, 5일 간 비자가 필요하지 않다. IATA Timatic에 따르면, 이러한 경우 우즈베키스탄에서 나가는 비행편은 우즈베키스탄 항공 소속이어야 한다.
| - 가봉 - 가이아나 - 나우루 - 남아프리카 공화국 - 도미니카 - 레바논 - 모로코 - 모리셔스 | - 몰디브 - 미국 - 베네수엘라 - 베트남 - 부탄 - 북마케도니아 - 세이셸 - 수리남 | - 스리랑카 - 알바니아 - 알제리 - 에콰도르 - 우루과이 - 인도 - 적도 기니 - 코스타리카 | - 콜롬비아 - 태국 - 투르크메니스탄 - 튀니지 - 팔라우 - 페루 - 피지 - 필리핀 |  |

기간이 72시간인 통과 비자는 국가의 제한 없이 발급받을 수 있으며, 초대장도 불필요하다.

## 개정
2016년 12월 2일 우즈베키스탄 대통령 샤브카트 미르지요예프는 '우즈베키스탄 공화국의 관광 부문의 발전 가속을 위한 방법'이라고 이름붙은 법령에 서명하였다. 내용은 15개국에 무비자 협정을 도입하고, 12개국에는 55세 이상을 대상으로 비자를 면제해 주기로 하는 것이었다. 해당 대상 입국자는 입국 요금만 내면 되었다. 이 계획은 2020년 실행될 예정이었다.
하지만 같은 해 12월 22일, 다른 법령이 새로 서명되며 무비자 계획을 2021년 1월 1일로 늦췄다. 새 법령에는 양국 관계의 발전, 세계 관광 시장, 국제적 및 지역적 안보 상황에 따라 무비자 입국이 가능한 국가 목록은 변경될 수 있다고 명시되어 있다.
우즈베키스탄은 2021년부터 전자 비자를 도입할 계획도 세웠다. 우즈베키스탄은 아제르바이잔의 전자비자를 모델로 사용할 계획이다.
2017년 12월, 우즈베키스탄은 대한민국, 싱가포르, 일본 등 25개 국가에 대해 간소화된 비자 절차를 도입할 계획이 발표하였다. 비자 유효기간 또한 30일로 연장되었다. 2018년 1월에는 40개국에서 비자 절차를 간소화하고, 5개 국가에는 무비자를 도입하겠다는 발표가 있었다.
2018년 2월 10일, 대한민국, 말레이시아, 싱가포르, 이스라엘, 인도네시아, 일본, 튀르키예에서 입국하는 사람의 비자 여구가 사라졌으며, 3월 16일에는 타지키스탄, 10월 5일에는 프랑스도 무비자로 입국할 수 있게 되었다.
2018년 12월에는 우즈베키스탄과 카자흐스탄이 2019년 2월부터 싱호 비자를 면제하겠다는 발표가 있었다.
2018년 12월, 우즈베키스탄 정부는 무비자 협정을 22개 국가로 확대할 계획이라고 발표하였다.
2019년 1월, 독일 입국자에 대한 비자 요구가 사라졌다.
2019년 2월에는 유럽 연합의 국가 전체, 노르웨이, 뉴질랜드, 리히텐슈타인, 모나코, 몬테네그로, 몽골, 바티칸, 보스니아 헤르체고비나, 브라질, 브루나이, 산마리오, 세르비아, 스위스, 아이슬란드, 아르헨티나, 안도라, 오스트레일리아, 캐나다, 칠레에 대한 비자 요구가 사라졌다.
2019년 3월 우즈베키스탄과 카자흐스탄은 합동 비자 계획을 '바로 실행 가능'한 상태로 준비하였으며, 주변국으로 확대할 수도 있다고 밝혔다. 모든 합의는 이루어져 있으며, 기술적 및 장비적 세부 사항 조율만이 남아 있다.
2022년 8월, 우즈베키스탄은 2023년 1월부터 사우디아라비아에서 온 사람에게 30일 무비자를 적용하겠다고 발표하였다.

## 통계
연간 총 방문자 수
| 연도             | 총합            |
| ---------------- | --------------- |
| 1992—1994        | 자료 없음       |
| 1995             | 92,000          |
| 1996             | 173,000         |
| 1997             | 960,000         |
| 1998             | 811,000         |
| 1999             | 487,000         |
| 2000             | 302,000         |
| 2001             | 345,000         |
| 2002             | 332,000         |
| 2003             | 231,000         |
| 2004             | 262,000         |
| 2005             | 242,000         |
| 2006             | 560,000         |
| 2007             | 903,000         |
| 2008             | 1,069,000       |
| 2009             | 1,215,000       |
| 2010             | 975,000         |
| 2011             | 1,200,000       |
| 2012             | 1,895,000       |
| 2013             | 1,968,000       |
| 2014             | 1,938,000       |
| 2015             | 2,034,253       |
| 2016             | 2,157,000       |
| 2017             | 2,847,000       |
| 2018             | 6,433,000       |
| 2019             | 6,748,512       |
| 2020             | 1,504,100       |
| 총합 (1995—2020) | 37,125,000 이상 |

국가별 방문자 수
우즈베키스탄에 방문한 사람의 국적은 다음과 같았다.
| 국적                   | 2019      | 2018      | 2017      | 2016      | 2015      | 2014      |
| ---------------------- | --------- | --------- | --------- | --------- | --------- | --------- |
| 카자흐스탄             | 2,261,094 | 2,456,866 | 1,783,815 | 1,412,161 | 1,285,008 | 1,163,984 |
| 타지키스탄             | 1,473,684 | 1,700,658 | 261,861   | 213,692   | 246,816   | 291,167   |
| 키르기스스탄           | 1,454,907 | 1,101,477 | 375,017   | 174, 845  | 146,332   | 119,620   |
| 투르크메니스탄         | 574,795   | 245,756   | 62,483    | 49,526    | 55,060    | 44,925    |
| 러시아                 | 455,470   | 460,166   | 143,900   | 119,049   | 123,153   | 124,218   |
| 튀르키예               | 63,539    | 74,802    | 55,238    | 46,069    | 40,389    | 40,563    |
| 아프가니스탄           | 62,580    | 71,067    | 32,130    | 24,365    | 21,995    | 21,249    |
| 중국                   | 54,293    | 37,083    | 19,749    | 16,765    | 16,441    | 14,818    |
| 대한민국               | 35,524    | 32,700    | 37,357    | 31,936    | 30,489    | 33,323    |
| 인도                   | 27,898    | 22,198    | 15,829    | 18,746    | 19,827    | 21,707    |
| 독일                   | 27,625    | 19,056    | 7,811     | 6,605     | 6,122     | 8,041     |
| 일본                   | 24,944    | 17,237    | 4,086     | 3,012     | 2,306     | 2,423     |
| 프랑스                 | 20,390    | 14,195    | 5,748     | 4,889     | 3,670     | 6,019     |
| 이탈리아               | 20,356    | 14,156    | 5,162     | 3,057     | 2,601     | 3,520     |
| 미국                   | 17,106    | 12,723    | 1,525     | 1,349     | 1,367     | 1,454     |
| 영국                   | 15,962    | 8,941     | 3,256     | 2,217     | 1,959     | 2,043     |
| 우크라이나             | 14,041    | 15,573    | 735       | 664       | 2,431     | 4,763     |
| 이스라엘               | 13,615    | 10,022    | 4,155     | 3,564     | 3,738     | 3,414     |
| 이란                   | 13,469    | 10,573    | 3,058     | 5,541     | 6,654     | 8,445     |
| 아제르바이잔           | 12,367    | 11,161    | 4,312     | 2,989     | 3,368     | 3,878     |
| 스페인                 | 12,191    | 7,745     | 449       | 353       | 239       | 1,552     |
| 벨라루스               | 7,411     | 16,470    | 3,011     | 1,813     | 1,224     | 666       |
| 파키스탄               | 5,791     | 6,032     | 3,799     | 424       | 390       | 14        |
| 폴란드                 | 5,132     | 3,147     | 115       | 182       | 176       | 353       |
| 몰도바                 | 4,601     | 6,215     | 33        | 24        | 34        | 70        |
| 오스트레일리아         | 4,588     | 2,549     | 2         | 3         | 4         | 35        |
| 네덜란드               | 4,504     | 3,054     | 30        | 28        | 68        | 96        |
| 말레이시아             | 4,388     | 2,837     | 3,164     | 3,450     | 2,807     | 3,922     |
| 스위스                 | 3,837     | 3,115     | 63        | 28        | 47        | 78        |
| 캐나다                 | 3,767     | 1,946     | 자료 없음 | 자료 없음 | 자료 없음 | 3         |
| 오스트리아             | 3,216     | 2,226     | 29        | 40        | 97        | 138       |
| 벨기에                 | 3,044     | 2,235     | 48        | 29        | 67        | 79        |
| 조지아                 | 2,916     | 2,990     | 129       | 177       | 228       | 135       |
| 인도네시아             | 2,702     | 1,702     | 1         | 자료 없음 | 자료 없음 | 자료 없음 |
| 아랍에미리트           | 2,423     | 1,664     | 5,771     | 5,880     | 5,533     | 5,003     |
| 타이완                 | 2,131     | 1,381     | 1         | 자료 없음 | 자료 없음 | 3         |
| 라트비아               | 1,933     | 1,478     | 291       | 256       | 413       | 604       |
| 싱가포르               | 1,820     | 1,804     | 10        | 자료 없음 | 2         | 자료 없음 |
| 체코                   | 1,804     | 1,547     | 128       | 44        | 71        | 1,942     |
| 스웨덴                 | 1,782     | 1,092     | 3         | 자료 없음 | 7         | 12        |
| 아르메니아             | 1,740     | 1,529     | 9         | 44        | 23        | 16        |
| 노르웨이               | 1,659     | 1,168     | 자료 없음 | 자료 없음 | 자료 없음 | 자료 없음 |
| 태국                   | 1,637     | 1,260     | 1,987     | 1,459     | 1,414     | 1,348     |
| 덴마크                 | 1,605     | 775       | 2         | 자료 없음 | 1         | 2         |
| 필리핀                 | 1,510     | 635       | 18        | 자료 없음 | 8         | 402       |
| 리투아니아             | 1,453     | 873       | 474       | 524       | 804       | 654       |
| 사우디아라비아         | 1,382     | 974       | 56        | 266       | 290       | 80        |
| 그리스                 | 1,211     | 821       | 1         | 3         | 23        | 41        |
| 슬로바키아             | 1,112     | 668       | 20        | 17        | 48        | 55        |
| 불가리아               | 1,064     | 738       | 17        | 76        | 28        | 64        |
| 헝가리                 | 1,047     | 1,014     | 23        | 5         | 20        | 39        |
| 방글라데시             | 1,039     | 448       | 9         | 6         | 8         | 18        |
| 무국적                 | 1,024     | 2,558     | 자료 없음 | 자료 없음 | 자료 없음 | 자료 없음 |
| 핀란드                 | 974       | 635       | 3         | 16        | 20        | 자료 없음 |
| 이집트                 | 923       | 689       | 4         | 자료 없음 | 자료 없음 | 자료 없음 |
| 루마니아               | 920       | 508       | 1         | 자료 없음 | 자료 없음 | 17        |
| 포르투갈               | 916       | 683       | 자료 없음 | 자료 없음 | 자료 없음 | 자료 없음 |
| 에스토니아             | 908       | 421       | 1         | 22        | 28        |           |
| 뉴질랜드               | 809       | 555       | 자료 없음 | 1         | 자료 없음 | 자료 없음 |
| 세르비아               | 776       | 654       | 자료 없음 | 자료 없음 | 자료 없음 | 자료 없음 |
| 몽골                   | 726       | 269       | 92        | 66        | 11        | 자료 없음 |
| 아일랜드               | 702       | 414       | 자료 없음 | 자료 없음 | 자료 없음 | 자료 없음 |
| 브라질                 | 680       | 516       | 자료 없음 | 자료 없음 | 자료 없음 | 자료 없음 |
| 슬로베니아             | 542       | 455       | 2         | 1         | 22        | 75        |
| 요르단                 | 532       | 354       | 12        | 자료 없음 | 자료 없음 | 30        |
| 남아프리카 공화국      | 431       | 214       | 자료 없음 | 자료 없음 | 자료 없음 | 자료 없음 |
| 멕시코                 | 421       | 270       | 자료 없음 | 자료 없음 | 자료 없음 | 자료 없음 |
| 베트남                 | 414       | 269       | 433       | 464       | 237       | 56        |
| 쿠웨이트               | 386       | 302       | 51        | 자료 없음 | 50        | 55        |
| 시리아                 | 331       | 314       | 자료 없음 | 자료 없음 | 자료 없음 | 1         |
| 아르헨티나             | 319       | 220       | 자료 없음 | 자료 없음 | 1         | 자료 없음 |
| 이라크                 | 313       | 195       | 자료 없음 | 자료 없음 | 자료 없음 | 7         |
| 오만                   | 296       | 248       | 9         | 2         | 자료 없음 | 97        |
| 크로아티아             | 288       | 245       | 6         | 자료 없음 | 자료 없음 | 3         |
| 콜롬비아               | 235       | 232       | 자료 없음 | 자료 없음 | 자료 없음 | 자료 없음 |
| 네팔                   | 230       | 143       | 7         | 자료 없음 | 자료 없음 | 384       |
| 나이지리아             | 216       | 156       | 자료 없음 | 자료 없음 | 자료 없음 | 자료 없음 |
| 모로코                 | 213       | 153       | 자료 없음 | 자료 없음 | 자료 없음 | 자료 없음 |
| 룩셈부르크             | 174       | 168       | 자료 없음 | 자료 없음 | 자료 없음 | 11        |
| 스리랑카               | 151       | 123       | 자료 없음 | 자료 없음 | 자료 없음 | 164       |
| 칠레                   | 144       | 149       | 자료 없음 | 자료 없음 | 자료 없음 | 자료 없음 |
| 키프로스               | 139       | 77        | 자료 없음 | 자료 없음 | 자료 없음 | 2         |
| 카타르                 | 137       | 174       | 76        | 자료 없음 | 자료 없음 | 40        |
| 예멘                   | 132       | 91        | 자료 없음 | 자료 없음 | 자료 없음 | 18        |
| 보스니아 헤르체고비나  | 130       | 91        | 자료 없음 | 자료 없음 | 자료 없음 | 자료 없음 |
| 알제리                 | 120       | 156       | 자료 없음 | 자료 없음 | 자료 없음 | 자료 없음 |
| 튀니지                 | 115       | 169       | 자료 없음 | 자료 없음 | 자료 없음 | 자료 없음 |
| 바레인                 | 111       | 65        | 자료 없음 | 자료 없음 | 자료 없음 | 자료 없음 |
| 팔레스타인             | 108       | 111       | 자료 없음 | 자료 없음 | 자료 없음 | 자료 없음 |
| 조선민주주의인민공화국 | 102       | 49        | 자료 없음 | 자료 없음 | 자료 없음 | 자료 없음 |
| 몰타                   | 98        | 42        | 자료 없음 | 자료 없음 | 자료 없음 |           |
| 북마케도니아           | 78        | 47        | 자료 없음 | 자료 없음 | 자료 없음 | 자료 없음 |
| 카메룬                 | 77        | 16        | 자료 없음 | 자료 없음 | 자료 없음 | 자료 없음 |
| 알바니아               | 63        | 33        | 자료 없음 | 자료 없음 | 자료 없음 | 자료 없음 |
| 미얀마                 | 61        | 44        | 자료 없음 | 자료 없음 | 자료 없음 | 자료 없음 |
| 페루                   | 61        | 35        | 자료 없음 | 자료 없음 | 자료 없음 | 자료 없음 |
| 브루나이               | 55        | 15        | 자료 없음 | 자료 없음 | 자료 없음 | 자료 없음 |
| 아이슬란드             | 50        | 28        | 자료 없음 | 자료 없음 | 자료 없음 | 자료 없음 |
| 가나                   | 49        | 17        | 자료 없음 | 자료 없음 | 자료 없음 | 자료 없음 |
| 수단                   | 48        | 47        | 자료 없음 | 자료 없음 | 자료 없음 | 자료 없음 |
| 캄보디아               | 46        | 12        | 자료 없음 | 자료 없음 | 자료 없음 | 자료 없음 |
| 에티오피아             | 45        | 25        | 자료 없음 | 자료 없음 | 16        | 자료 없음 |
| 케냐                   | 44        | 65        | 자료 없음 | 자료 없음 | 자료 없음 | 자료 없음 |
| 몬테네그로             | 38        | 25        | 자료 없음 | 자료 없음 | 자료 없음 | 자료 없음 |
| 에콰도르               | 35        | 36        | 자료 없음 | 자료 없음 | 자료 없음 | 자료 없음 |
| 베네수엘라             | 34        | 100       | 자료 없음 | 자료 없음 | 자료 없음 | 자료 없음 |
| 모리셔스               | 33        | 17        | 자료 없음 | 자료 없음 | 자료 없음 | 자료 없음 |
| 세인트키츠 네비스      | 32        | 15        | 자료 없음 | 자료 없음 | 자료 없음 | 자료 없음 |
| 짐바브웨               | 32        | 13        | 자료 없음 | 자료 없음 | 자료 없음 | 자료 없음 |
| 코트디부아르           | 31        | 4         | 자료 없음 | 자료 없음 | 자료 없음 | 자료 없음 |
| 안도라                 | 29        | 39        | 자료 없음 | 자료 없음 | 자료 없음 | 자료 없음 |
| 코모로                 | 29        | 31        | 자료 없음 | 자료 없음 | 자료 없음 | 자료 없음 |
| 쿠바                   | 29        | 35        | 자료 없음 | 자료 없음 | 자료 없음 | 자료 없음 |
| 코스타리카             | 27        | 19        | 자료 없음 | 자료 없음 | 자료 없음 | 자료 없음 |
| 우루과이               | 26        | 11        | 자료 없음 | 자료 없음 | 자료 없음 | 자료 없음 |
| 라오스                 | 25        | 19        | 자료 없음 | 자료 없음 | 자료 없음 | 자료 없음 |
| 도미니카               | 24        | 12        | 자료 없음 | 자료 없음 | 자료 없음 | 자료 없음 |
| 부탄                   | 21        | 14        | 자료 없음 | 자료 없음 | 자료 없음 | 8         |
| 잠비아                 | 21        | 9         | 자료 없음 | 자료 없음 | 자료 없음 | 자료 없음 |
| 세네갈                 | 19        | 6         | 자료 없음 | 자료 없음 | 자료 없음 | 자료 없음 |
| 기니                   | 18        | 11        | 자료 없음 | 자료 없음 | 자료 없음 | 자료 없음 |
| 마셜 제도              | 18        | 41        | 자료 없음 | 자료 없음 | 자료 없음 | 자료 없음 |
| 볼리비아               | 17        | 21        | 자료 없음 | 자료 없음 | 자료 없음 | 자료 없음 |
| 콩고민주공화국         | 17        | 10        | 자료 없음 | 자료 없음 | 자료 없음 | 자료 없음 |
| 우간다                 | 17        | 15        | 자료 없음 | 자료 없음 | 자료 없음 | 1         |
| 키리바시               | 16        | 2         | 자료 없음 | 자료 없음 | 자료 없음 | 자료 없음 |
| 모나코                 | 16        | 4         | 자료 없음 | 자료 없음 | 자료 없음 | 자료 없음 |
| 리비아                 | 13        | 6         | 자료 없음 | 자료 없음 | 자료 없음 | 자료 없음 |
| 탄자니아               | 13        | 14        | 자료 없음 | 자료 없음 | 자료 없음 | 자료 없음 |
| 엘살바도르             | 12        | 6         | 자료 없음 | 자료 없음 | 자료 없음 | 자료 없음 |
| 자메이카               | 11        | 1         | 자료 없음 | 자료 없음 | 자료 없음 | 자료 없음 |
| 몰디브                 | 11        | 8         | 자료 없음 | 자료 없음 | 자료 없음 | 자료 없음 |
| 도미니카 공화국        | 10        | 1         | 자료 없음 | 자료 없음 | 자료 없음 | 자료 없음 |
| 파라과이               | 10        | 3         | 자료 없음 | 자료 없음 | 자료 없음 | 자료 없음 |
| 온두라스               | 9         | 8         | 자료 없음 | 자료 없음 | 자료 없음 | 자료 없음 |
| 말리                   | 9         | 1         | 자료 없음 | 자료 없음 | 자료 없음 | 자료 없음 |
| 상투메 프린시페        | 9         | 8         | 자료 없음 | 자료 없음 | 자료 없음 | 자료 없음 |
| 앙골라                 | 8         | 2         | 자료 없음 | 자료 없음 | 자료 없음 | 자료 없음 |
| 부룬디                 | 8         | 0         | 자료 없음 | 자료 없음 | 자료 없음 | 자료 없음 |
| 피지                   | 8         | 5         | 자료 없음 | 자료 없음 | 자료 없음 | 자료 없음 |
| 파나마                 | 8         | 2         | 자료 없음 | 자료 없음 | 자료 없음 | 자료 없음 |
| 보츠와나               | 7         | 0         | 자료 없음 | 자료 없음 | 자료 없음 | 자료 없음 |
| 니카라과               | 7         | 5         | 자료 없음 | 자료 없음 | 자료 없음 | 자료 없음 |
| 에스와티니             | 7         | 0         | 자료 없음 | 자료 없음 | 자료 없음 | 자료 없음 |
| 모리타니               | 6         | 2         | 자료 없음 | 자료 없음 | 자료 없음 | 자료 없음 |
| 르완다                 | 6         | 8         | 자료 없음 | 자료 없음 | 자료 없음 | 자료 없음 |
| 산마리노               | 6         | 2         | 자료 없음 | 자료 없음 | 자료 없음 | 자료 없음 |
| 소말리아               | 6         | 5         | 자료 없음 | 자료 없음 | 자료 없음 | 자료 없음 |
| 과테말라               | 5         | 6         | 자료 없음 | 자료 없음 | 자료 없음 | 자료 없음 |
| 트리니다드 토바고      | 5         | 8         | 자료 없음 | 자료 없음 | 자료 없음 | 자료 없음 |
| 부르키나파소           | 4         | 0         | 자료 없음 | 자료 없음 | 자료 없음 | 자료 없음 |
| 에리트레아             | 4         | 3         | 자료 없음 | 자료 없음 | 자료 없음 | 자료 없음 |
| 가이아나               | 4         | 1         | 자료 없음 | 자료 없음 | 자료 없음 | 자료 없음 |
| 아이티                 | 4         | 4         | 자료 없음 | 자료 없음 | 자료 없음 | 자료 없음 |
| 나미비아               | 4         | 6         | 자료 없음 | 자료 없음 | 자료 없음 | 자료 없음 |
| 니제르                 | 4         | 1         | 자료 없음 | 자료 없음 | 자료 없음 | 자료 없음 |
| 차드                   | 3         | 1         | 자료 없음 | 자료 없음 | 자료 없음 | 자료 없음 |
| 감비아                 | 3         | 3         | 자료 없음 | 자료 없음 | 자료 없음 | 자료 없음 |
| 말라위                 | 3         | 1         | 자료 없음 | 자료 없음 | 자료 없음 | 자료 없음 |
| 바누아투               | 3         | 1         | 자료 없음 | 자료 없음 | 자료 없음 | 자료 없음 |
| 앤티가 바부다          | 2         | 5         | 자료 없음 | 자료 없음 | 자료 없음 | 자료 없음 |
| 바베이도스             | 2         | 0         | 자료 없음 | 자료 없음 | 자료 없음 | 자료 없음 |
| 지부티                 | 2         | 0         | 자료 없음 | 자료 없음 | 자료 없음 | 자료 없음 |
| 베냉                   | 2         | 4         | 자료 없음 | 자료 없음 | 자료 없음 | 자료 없음 |
| 가봉                   | 2         | 1         | 자료 없음 | 자료 없음 | 자료 없음 | 자료 없음 |
| 그레나다               | 2         | 1         | 자료 없음 | 자료 없음 | 자료 없음 | 자료 없음 |
| 네덜란드령 안틸레스    | 2         | 0         | 자료 없음 | 자료 없음 | 자료 없음 | 자료 없음 |
| 토고                   | 2         | 0         | 자료 없음 | 자료 없음 | 자료 없음 | 자료 없음 |
| 토켈라우               | 2         | 8         | 자료 없음 | 자료 없음 | 자료 없음 | 자료 없음 |
| 터크스 케이커스 제도   | 2         | 0         | 자료 없음 | 자료 없음 | 자료 없음 | 자료 없음 |
| 버뮤다                 | 1         | 1         | 자료 없음 | 자료 없음 | 자료 없음 | 자료 없음 |
| 카보베르데             | 1         | 0         | 자료 없음 | 자료 없음 | 자료 없음 | 자료 없음 |
| 중앙아프리카 공화국    | 1         | 0         | 자료 없음 | 자료 없음 | 자료 없음 | 자료 없음 |
| 마다가스카르           | 1         | 3         | 자료 없음 | 자료 없음 | 자료 없음 | 자료 없음 |
| 모잠비크               | 1         | 0         | 자료 없음 | 자료 없음 | 자료 없음 | 자료 없음 |
| 세인트헬레나           | 1         | 0         | 자료 없음 | 자료 없음 | 자료 없음 | 자료 없음 |
| 세인트루시아           | 1         | 0         | 자료 없음 | 자료 없음 | 자료 없음 | 자료 없음 |
| 수리남                 | 1         | 0         | 자료 없음 | 자료 없음 | 자료 없음 | 자료 없음 |
| 바티칸                 | 1         | 3         | 자료 없음 | 자료 없음 | 자료 없음 | 자료 없음 |
| 바하마                 | 0         | 1         | 자료 없음 | 자료 없음 | 자료 없음 | 자료 없음 |
| 프랑스령 폴리네시아    | 0         | 1         | 자료 없음 | 자료 없음 | 자료 없음 | 자료 없음 |
| 나우루                 | 0         | 2         | 자료 없음 | 자료 없음 | 자료 없음 | 자료 없음 |
| 파푸아뉴기니           | 0         | 1         | 자료 없음 | 자료 없음 | 자료 없음 | 자료 없음 |
| 시에라리온             | 0         | 1         | 자료 없음 | 자료 없음 | 자료 없음 | 자료 없음 |
| 미국령 버진아일랜드    | 0         | 2         | 자료 없음 | 자료 없음 | 자료 없음 | 자료 없음 |
| 총합                   | 6,748,512 | 6,432,983 | 2,847,877 | 2,157,676 | 2,034,253 | 1,938,035 |

## 같이 보기
- 이슬람 카리모프 타슈켄트 국제공항
- 우즈베키스탄 항공